# Aleksandra Korwin-Szymanowska
 Aleksandra Korwin-Szymanowska, z domu Trzcińska (ur. 1 września 1941 w Radomiu) – polski psycholog, dr hab., wykładowca akademicki.

## Życiorys
W 1977 r. uchwałą rady Wydziału Filozoficzno-Historycznego Uniwersytetu Jagiellońskiego uzyskała stopień doktora nauk humanistycznych. W 1999 r. otrzymała stopień doktora habilitowanego nauk prawnych w zakresie kryminologii w Instytucie Nauk Prawnych Polskiej Akademii Nauk. Związana z Uniwersytetem Warszawskim. Obecnie pracownik naukowy Wyższej Szkoły Finansów i Zarządzania w Warszawie. Do obszaru swoich zainteresowań zalicza badania sprawców zagarnięć mienia dużej i znacznej wartości, psychologiczną problematykę przystosowania, psychologiczne determinanty readaptacji społecznej i resocjalizacji skazanych, psychospołeczne korelaty poczucia sensu życia, resocjalizację młodocianych skazanych na karę pozbawienia wolności.

## Życie prywatne
W 1962 r. wyszła za mąż za Teodora Szymanowskiego.

## Wybrane publikacje
- Korwin-Szymanowska A., Polacy wobec przestępstw i karania, Warszawa, 2008.
- Korwin-Szymanowska A., Polityka karna i penitencjarna w Polsce w okresie przemian prawa karnego, Warszawa, 2004.
- Korwin-Szymanowska A., Więzienie i co dalej, Warszawa, 2003.
- Korwin-Szymanowska A., Milewska E., „Lęk”, „Stres”, „Samobójstwo”, „Testy psychologiczne”, „Upośledzenie umysłowe”, „Psychologia rozwojowa, wychowawcza, kliniczna i społeczna”, [w:] Elementarne pojęcia pedagogiki społecznej i pracy socjalnej, red. Lalak D., Plich T., Warszawa, 1999.
- Korwin-Szymanowska A., Więźniowie i funkcjonariusze wobec norm obyczajowych i prawnych, Warszawa, 1998.